# Marco Carnesecchi
Marco Carnesecchi est un footballeur italien né le 1er juillet 2000 à Rimini. Il joue au poste de gardien de but à l'Atalanta Bergame.

## Carrière

### En club
Formé à l'AC Cesena, il part à l'Atalanta Bergame en 2017. Il est convoqué en équipe première le 14 janvier 2019, pour un match de Coupe d'Italie contre Cagliari, mais reste sur le banc des remplaçants. 
Le 25 juillet 2019, il est prêté en faveur du néo-promu en Série B, le Trapani Calcio. Il joue son premier match sous ses nouvelles couleurs le 22 septembre 2019, contre Salernitana (défaite 0-1). Il remporte la Ligue Europa 2024-2025 avec l'Atalanta Bergame

### En sélection
Il est appelé pour la première fois en équipe d'Italie des moins de 17 ans en octobre 2016. Il débute le 14 décembre 2016, lors d'une rencontre amicale contre la Hongrie. Il est ensuite sélectionné pour le championnat d'Europe des moins de 17 ans 2017 organisé en Croatie, mais doit se contenter du banc des remplaçants. 
Avec les moins de 19 ans, il est le premier choix lors du championnat d'Europe des moins de 19 ans 2019 organisé en Arménie. Avec un bilan d'une seule victoire et deux défaites, l'Italie est éliminée dès le premier tour. Carnesecchi officie comme capitaine lors de ce tournoi.
Par la suite, avec les moins de 20 ans, il dispute la Coupe du monde des moins de 20 ans en 2019. Lors du mondial junior qui se déroule en Pologne, il joue deux matchs. L'Italie se classe quatrième du mondial.
Le 6 septembre 2019, il fait ses débuts avec l'équipe d'Italie espoirs lors d'une rencontre amicale face à la Moldavie. Les Italiens s'imposent sur le large score de 4-0.

## Palmarès
- Atalanta Bergame
  - Ligue Europa
    - Vainqueur : 2024

  - Coupe d'Italie
    - Finaliste : 2019, 2021 et 2024